# Serhij Kryvtsov
Serhij Kryvtsov (Oekraïens: Сергій Андрійович Кривцов) (Zaporizja, 15 maart 1991) is een Oekraïens voetballer die bij voorkeur als centrale verdediger speelt. Hij verruilde in 2010 Metaloerh Zaporizja voor Sjachtar Donetsk.

## Clubcarrière
Kryvtsov is een jeugdproduct van Metaloerh Zaporizja. Op 2 mei 2008 maakte hij zijn profdebuut als 17-jarige in een competitiewedstrijd tegen Tsjornomorets Odessa. Zijn eerste doelpunt op het hoogste niveau viel op 27 februari 2010 in een 2-0 zege tegen Illitsjivets Marioepol. Op 11 mei 2010 tekende Kryvtsov samen met zijn ploegmaat Taras Stepanenko een vijfjarig contract bij Sjachtar Donetsk. Hij debuteerde voor zijn nieuwe club op 10 november 2010 in de beker tegen zijn ex-club.

## Interlandcarrière
Kryvtsov maakte deel uit van de nationale jeugdelftallen onder 19 en onder 21 jaar. Hij speelde reeds 25 wedstrijden voor Oekraïne -21. Op 6 september 2011 debuteerde hij voor Oekraïne in een vriendschappelijke wedstrijd tegen Tsjechië. Kryvtsov speelde de volle 90 minuten. Hij vormde een duo met Oleksandr Koetsjer, die later zijn concurrent werd bij Sjachtar Donetsk.
1 Boesjtsjan ·
2 Sobol ·
3 Soedakov ·
4 Kryvtsov ·
5 Sydortsjoek ·
6 Stepanenko ·
7 Jarmolenko ·
8 Malynovskyj ·
9 Jaremtsjoek ·
10 Sjaparenko ·
11 Marlos ·
12 Pjatov  ·
13 Zabarnyj ·
14 Makarenko ·
15 Tsyhankov ·
16 Mykolenko ·
17 Zintsjenko ·
18 Bezoes ·
19 Besjedin ·
20 Zoebkov ·
21 Karavajev ·
22 Matvijenko ·
23 Troebin ·
24 Tymtsjyk ·
25 Popov ·
26 Dovbyk ·
Coach: Sjevtsjenko